# Luis Aravena
Luis Arsenio Aravena Bustos (Chile, 25 de agosto de 1969) es un exfutbolista chileno. Jugaba como mediocampista.

## Trayectoria
Oriundo de Lota, dio sus primeros pasos en el fútbol en el club amateur Nacional Santa María como delantero centro. Luego pasó a jugar como mediocampista, uniéndose a las filas de Lota Schwager, en donde debutó en el fútbol profesional durante la temporada 1990. Tras 5 temporadas, y luego del descenso del cuadro de la Lamparita a la Tercera División de Chile en la Segunda División 1994, ficha por Deportes Concepción, cuadro ascendido a la Primera División 1995.
Con el conjunto lila estuvo por 7 temporadas, en las que formó parte de la primera rueda del campeonato de Primera División 1998,  de la victoria en la Liguilla Pre-Libertadores 2000 y posterior participación en la Copa Libertadores 2001.A fines de esa misma temporada, no renueva su contrato con el equipo penquista.
Para 2002 llega a Rangers, donde forma parte del plantel subcampeón del Torneo Apertura 2002. Para 2003 firma por Deportes Temuco de la misma división. en el equipo albiverde marcó un gol en el recordado partido válido por el torneo apertura de ese año en que los temuquenses golearon a Colo-Colo por 5-1.
En 2004 regresa a Lota Schwager, retirándose a fines de dicha temporada.

## Clubes
| Club                | País  | Año       |
| ------------------- | ----- | --------- |
| Lota Schwager       | Chile | 1990-1994 |
| Deportes Concepción | Chile | 1995-2001 |
| Rangers             | Chile | 2002      |
| Deportes Temuco     | Chile | 2003      |
| Lota Schwager       | Chile | 2004      |